# El ermitaño (Zuloaga)
El ermitaño es un cuadro del artista español Ignacio Zuloaga, en la colección del Museo del Hermitage.
La pintura muestra en primer plano arrodillado a un hombre de mediana edad de pelo largo castaño oscuro y barba corta y descuidada con algunas canas, vestido con camisa blanca abierta y arremangada junto con pantalón marrón oscuro. En su cabeza tiene una corona de espinas que le queda grande, casi como un halo, entre sus manos sostiene un cráneo mientras sujeta una vara con el codo, y está ceñido con una cuerda tosca de esparto. Alza la vista al cielo con devoción, la boca entreabierta, orando. En la parte inferior izquierda se encuentra el contorno de una cesta, que quedó inacabada. Abajo a la derecha está la firma del artista: I. Zuloaga.
Una vara, una calavera y una cuerda rugosa son atributos clásicos de la imagen de varios santos cristianos: San Jerónimo se representa tradicionalmente con una calavera, una pequeña vara es un atributo de  San Onofre, en muchas pinturas se muestra a Francisco de Asís ceñido con una cuerda tosca con tres nudos, símbolo de los tres votos que hizo: pobreza, castidad y obediencia. La corona de espinas contiene una referencia a Jesucristo. El investigador jefe del Departamento de Bellas Artes de Europa Occidental del Hermitage, el doctorado en Historia del Arte A. G. Kostenevich, informa que el tipo iconográfico del "ermitaño" de Zuloaga se remonta a las obras de Zurbarán y Ribera.  
El crítico de arte ruso N. B. Demina al describir la pintura, señala:
"En un esfuerzo por renovar el lenguaje de la pintura y transformar los patrones existentes, Zuloaga crea aquí un nuevo tipo de composición religiosa. Fiel a los principios de monumentalidad, el artista no abandona la evolución volumétrica de la figura, manteniendo las conexiones con la escuela clásica".
Por escuela clásica, Demina se refiere no sólo a Zurbarán y Ribera, sino también a Velázquez y especialmente a El Greco.  
El cuadro fue pintado en 1904 y en 1909 se mostró al público en una exposición en Düsseldorf, donde, con toda probabilidad, fue adquirido por Serguei Shchukin. Después de la Revolución de Octubre, la colección de Shchukin fue nacionalizada y desde 1923 la pintura se encuentra en el Museo Estatal de Nuevo Arte Occidental.  En 1931 fue trasladado al Museo del Hermitage. Debido a la falta de espacio para exposiciones, la pintura permaneció almacenada durante mucho tiempo y solo se mostró en raras ocasiones en exposiciones temporales. Desde 2017 se exhibe en el edificio del Estado Mayor, en la planta 4.ª de la sala de pintura española de finales del siglo XIX-principios del XX. 